# Hovgöl
Hovgöl är en sjö i Tranås kommun i Småland och ingår i Motala ströms huvudavrinningsområde. Sjön är 3 meter djup, har en yta på 0,131 kvadratkilometer och är belägen 198,9 meter över havet. Sjön avvattnas av vattendraget Noån.

## Delavrinningsområde
Hovgöl ingår i det delavrinningsområde (643871-143595) som SMHI kallar för Inloppet i Vänstern. Avrinningsområdets medelhöjd är 211 meter över havet och ytan är 12,86 kvadratkilometer. Det finns ett delavrinningsområde uppströms, och räknas det in blir den ackumulerade arean 19,67 kvadratkilometer. Noån som avvattnar avrinningsområdet har biflödesordning 3, vilket innebär att vattnet flödar genom totalt 3 vattendrag innan det når havet efter 212 kilometer. Delavrinningsområdet består mestadels av skog (72 procent) och jordbruk (15 procent). Avrinningsområdet har 0,19 kvadratkilometer vattenytor vilket ger det en sjöprocent på 1,5 procent.